# Gnadenkirche (Wesel)

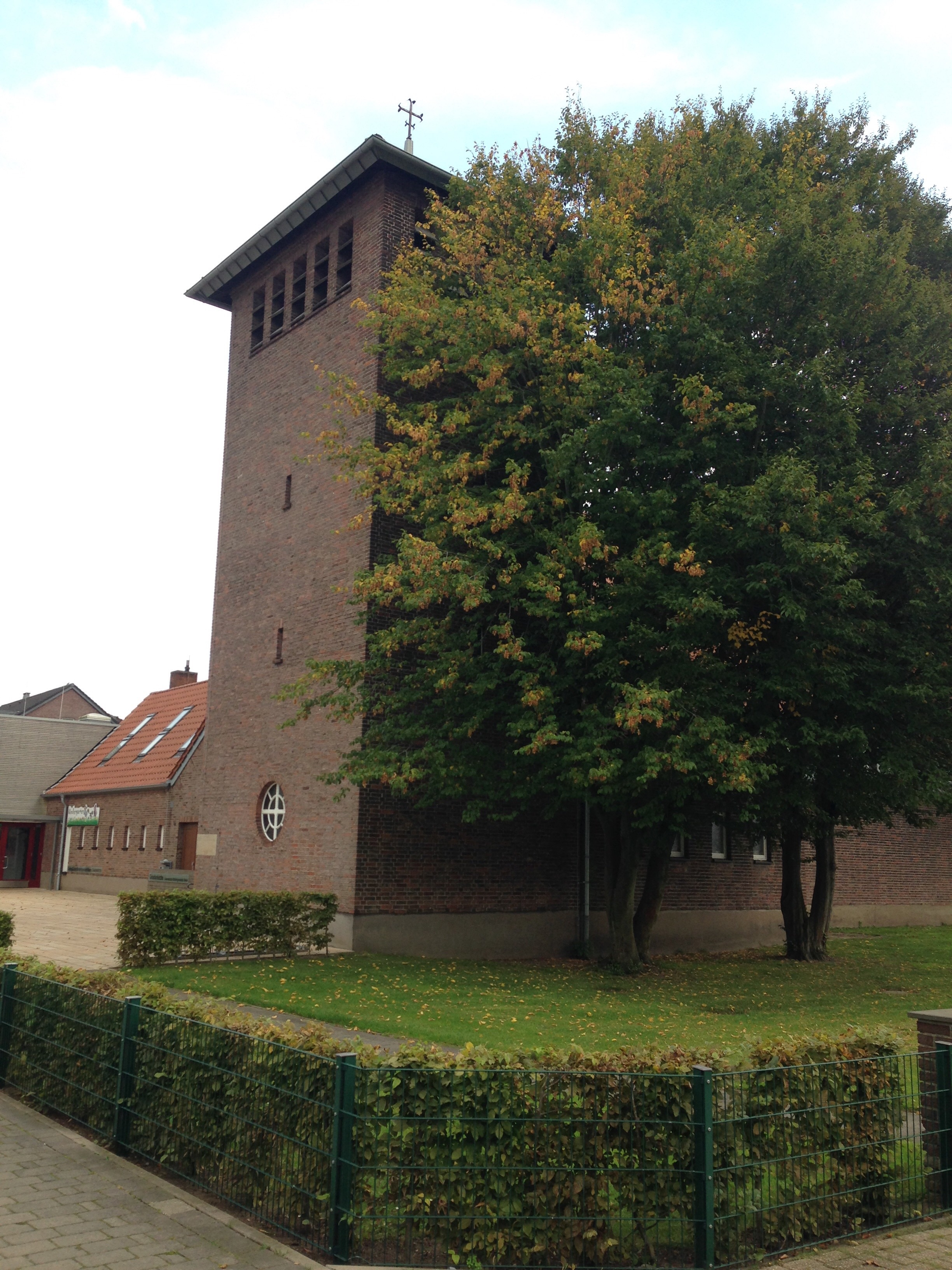
Gnadenkirche in Wesel, NRW

Die Gnadenkirche in Wesel ist eine Kirche der evangelischen Kirchengemeinde in der ehemaligen Festungsstadt am Rhein. Sie liegt auf dem Fusternberg, im gleichnamigen Stadtteil, in der Wackenbrucher Straße 80 östlich der Innenstadt.

## Geschichte
Die Gnadenkirche wurde im Rahmen des Notkirchenprogramms der Evangelischen Kirche mit Unterstützung des Weltkirchenrats in Genf überwiegend mit Spendenmitteln US-amerikanischer presbyterianischer Kirchen als Ersatzbau für die völlig zerstörte Mathenakirche errichtet und nach siebenmonatiger Bauzeit am 27. November 1949 eingeweiht. Sie ist seither nicht in größerem Umfang verändert worden.

## Bau und Ausstattung
Die Kirche ist eine der auf einen Typenentwurf von Otto Bartning zurückgehenden Notkirchen des sogenannten Typs B mit einer polygonalen Apsis. Sie besitzt einen massiven rechteckigen Turm, der zur Fassade seitlich versetzt ist. Das hölzerne Dach wird von in ein Betonfundament eingesetzten Holzbindern getragen, zwischen denen das Mauerwerk aus Trümmerziegeln des zerstörten Gemeindehauses am Willibrordiplatz hochgezogen ist. Zwischen Mauerwerk und Dach ist ein umlaufendes Fensterband eingezogen. Zwischen den Holzbindern sind Formsteine eingesetzt, die aus gemahlenem Trümmerschutt geformt sind. Die Kirche bietet 500 Besuchern Platz.
Die Kirche besitzt eine im Jahr 1606 von Tilmann van Venlo gegossene, 1.100 kg schwere Glocke aus dem Geläut der Mathenakirche, die der Zerstörung dadurch entgangen ist, dass sie zum Einschmelzen ausgelagert war.